# Parque nacional Cerro Hoya
El parque nacional Cerro Hoya o Tres Cerros se encuentra en el extremo suroccidental de la península de Azuero, sobre las costas del pacífico panameño en la sierra de Azuero, compartido entre la provincia de Los Santos (La Tronosa, Guánico, El Cortezo y Cambutal), y el distrito de Mariato (Arenas y El Cacao).
El área protegida comprende una franja litoral que va desde la desembocadura del río Ventana hasta la desembocadura del río Restingue, incluyendo las islas Restingue y la plataforma continental que las rodea en sus cayos, manglares, arrecifes de coral, islotes y acantilados costeros.
En las partes más altas se desarrolla el bosque pluvial montano bajo y a medida que se desciende se localizan los bosques muy húmedos montanos bajos, los bosques pluviales premontanos, los bosques muy húmedos premontanos y ya, en las zonas costeras, los bosques húmedos tropicales.
Cuenta con más de 30 especies de plantas endémicas. Las especies forestales más comunes en el área protegida son la caoba (Swietenia macrophylla), el espavé (Anarcadium excelsum), el guayacán (Tabebuia guayacan), el cuipo (Cavanillesia platanifolia), el roble (Tabebuia rosea), el cedro espino (Bombacopsis quinatum), la ceiba (Ceiba Pentandra) y el barrigón (Pseudobombax septenatum).
Se han censado más de 95 especies de aves, entre ellas la amenazada guacamaya roja (Ara macao), el perico pintado (Pyrrhura picta) de la región sur de Azuero el enorme gallinazo rey (Sarcoramphus papa), el águila pescadora (Pandion haliaetus) y el gavilán manglero (Buteogallus subtilis).
Entre los mamíferos, junto a importantes poblaciones de venados cola blanca (Odoicoleus virginianus), ñeques (Dasyprocta punctata) y conejos pintados (Agouti paca) se encuentra también el jaguar (Phantera onca) y el manigordo (Felis paradalis). Sus especies más comunes de fauna son: El perico carato, el venado cola blanca y mani gordo.

## Localización
Hoya se sitúa al suroeste de la península de Azuero, en su mayor parte en el distrito de Mariato en la provincia de Veraguas (86 por ciento del parque) y una menor parte en el distrito de Tonosí en la provincia de Los Santos (14 por ciento del parque). Sus coordenadas son 7°17′0″N 80°42′0″O / 7.28333, -80.70000. Su superficie se extiende por parte de los corregimientos de Arenas y El Cacao en el distrito de Mariato, provincia de Veraguas; y de los corregimientos de La Tronoza, Cambutal, Guánico y El Cortezo en el distrito de Tonosí, provincia de Los Santos.

## Topografía
El pico Cerro Hoya, con 1.559 metros, es el punto más alto de toda la Península de Azuero, al que acompañan sus picos vecinos de 1.534 metros y 1.478 metros respectivamente. El parque es de origen volcánico y está formado por las rocas más antiguas del Istmo que datan del Cretácico Superior y Paleoceno. Durante este período, se formó la cadena insular, que corresponde actualmente a las penínsulas de Nicoya y Osa en Costa Rica y a la península de Azuero en Panamá. Las rocas más antiguas de Panamá hasta ahora conocidas se localizan en el extremo suroeste de la península de Azuero. Las montañas del Parque forman parte de un complejo montañoso de mayor extensión conocido como el macizo de Azuero. Este sector del parque es escarpado en todos sus puntos. Gran parte del área ubicada dentro del perímetro del parque (aproximadamente un 80% del área) se encuentra arriba de los 300 m s. n. m. Las tres montañas más altas del macizo de Azuero (cerros Hoya, Moya y Soya), con alturas de 1559, 1534 y 1478 m s. n. m. respectivamente, constituyen su corazón
geográfico. Las tierras bajas de colinas, ondulaciones y planicies o llanuras, son fundamentalmente cuencas sedimentarias, partes de las cuales han sido cubiertas por grandes depósitos cuaternarios, tales como depósitos aluviales de los valles inferiores del río Tonosí, Guánico, Pavón, Playita y Varadero. El sur del Parque se caracteriza por la presencia de una zona costera de gran irregularidad y la ausencia de planicies costeras. El relieve cercano a la costa es
de colinas y ondulaciones medianamente accidentadas.

## Historia
Cerro Hoya tiene origen volcánico. Allí se han encontrado las rocas más antiguas del istmo de Panamá. Creado mediante decreto Nº 74 de 2 de octubre de 1984.
En la reserva nacen 10 ríos entre ellos las cuencas de Tonosí, Guánico, Portobelo, Quebro, El Pavo y La Playita.

## Clima
El clima del parque y su zona de vecindad se encuentra dentro de la región climática tropical húmeda. La climatología varía mucho de la costa a las cimas. Mientras que en el litoral las temperaturas medias oscilan alrededor de los 26 °C y la precipitación en torno a los 2.000 mm anuales, en las cimas son de 20 °C y de 4.000 mm.

## Hidrografía
En el Parque nacen más de diez cuencas hidrográficas importantes para las actividades agropecuarias de la región. En él nacen los más notables ríos de la región como el Tonosí, el Guánico, el Cobachón, el Punta Blanca, el Sierra, el Varadero y el Pavo. Estos cursos de aguas poseen espectaculares cascadas y pozas de aguas transparentes.

## Flora
Las especies arbóreas más comunes encontradas en el área protegida son: caoba (Swietenia macrophylla), espavé (Anarcadium excelsum), árbol Panamá (Sterculia apetala), guayacán (Tabebuia guayacan), cuipo (Cavanillesia platanifolia), roble (Tabebuia rosea), cedro espino (Pachira quinata), ceiba (Ceiba pentandra) y barrigón (Pseudobombax septenatum). Un nuevo registro para la flora de Panamá es la presencia de Quercus sp., conocido en el área como monterillo. Otras plantas encontradas en el área son: las orquídeas, helechos y musgos, entre otras. En las áreas donde el bosque ha sido afectado por actividades pecuarias el género de gramínea dominante es Trachypogon sp., destacándose la faragua (Hyparrhenia rufa).
Las especies endémicas identificadas en el parque son: Ceiba rosea (Bombacaceae), Protium panamense (Burseraceae), Protium inconforme (Burseraceae), Clusia ef. logipetiolata (Guttiferae), Souroubea venosa (Maregraviaceae), Passiflora williamsii (Passifloraceae).

## Fauna
Entre las especies de fauna comunes en el área se encuentran: martín pescador grande (Ceryle torquata), martín pescador amazónico (Chloroceryle amazona), guacamaya roja (Ara macao), el perico pintado (Pyrrhura picta) de la región sur de Azuero, el enorme gallinazo rey (Sarcoramphus papa), el águila pescadora (Pandion haliaetus), saltarín coludo (Chiroxiphia lanceolata), tinamú grande (Tinamus major), pavón grande (Crax rubra) y el gavilán cangrejero de manglares (Buteogallus subtilis).

### Mamíferos
Entre los mamíferos se encuentran los siguientes: venado corzo (Mazama americana), ñeques (Dasyprocta punctata), mono aullador (Allouatta palliata), conejos pintados (Cuniculus paca), jaguar (Panthera onca) y manigordo (Leopardus pardalis).
Se ha reportado el avistamiento en Restingue, cerca de la costa del delfín manchado (Stenella atenuatta). En el sector de Restingue se reconoce la existencia de arrecifes coralinos, aunque poco desarrollados.
Entre otras especies identificadas en el área tenemos al tigrillo (Felis wiedii), ocelote (Felis pardalis), gato solo (Nasua narica), gato negro (Eira barbara), gato conchero (Procyon concrivorus), venado corzo (Mazama americana), conejo pintado (Agouti paca), ñeque (Dasyprocta punctata), puerco de monte (Tayassu pecari), zaino (Tayassu tajacu), mono aullador (Alouatta palliata), mono cariblanco (Cebus capuchinus), mono colorado (Ateles geoffroyi), etc.

#### Felinos
El manigordo (Felis pardalis) y el puma o león americano (Felis concolor) son
especies que habitan los bosques apartados y que ya no existen en otras partes
del país. Del grupo de los felinos, la especie Felis jaguaroundi es la que mejor tolera los hábitats perturbados.

#### Monos
Panamá posee superioridad con tres especies que solo se encuentran en el Istmo, dentro de las cuales podemos mencionar al mono araña de Azuero (mono charao) y al mono aullador de Coiba y Azuero (mono kun-kun).
El mono charao o también conocido en el ámbito de la primatología como mono araña de Azuero, fue descubierto y descrito como especie por el científico francés Bole en 1937, el cual lo bautizó con su nombre científico Ateles azuerensis.
Sin embargo, más tarde fue reubicado como una subespecie y reconocido como Ateles geoffroyi azuerensis por los científicos Kellogg y Goldman en 1944. Actualmente su presencia se reduce al bosque que queda en el parque nacional Cerro Hoya, La Reserva Forestal La Tronosa, y algunos parches de bosque que se encuentran en la zona de La Miel en Las Tablas, provincia de Los Santos.

### Anfibios
Representados por dos órdenes. Las familias identificadas fueron: Bufonidae, Centrolenidae, Dendrobatidae, Hylidae y Leptodactylidae. Los géneros, número de especies y cantidades para cada familia respectivamente son: Bufo sp.,
Hyalinobatrachium sp., Dendrobates sp. y Colostethus sp., Agalychnis sp., Hyla sp. y Smilisca sp., Eleutherodactylus sp., Leptodactylus sp. y Physalaemus sp.. En total son 10 géneros y 16 especies.

### Reptiles
En la clase de los reptiles para el orden Squamata, suborden sauria, se encontró la presencia de miembros de las familias: Corytophanidae, Iguanidae, Polychrotidae, Scincidae y Teiidae. Las especies y cantidades para cada una son respectivamente: Basiliscus basiliscus y Corytophanes cristatus, Ctenosaura similis e Iguana iguana, Norops (Anolis) capito, Mabuya unimarginata, Ameiva ameiva y Ameiva undulata. En total son 7 géneros con ocho especies. Los representantes encontrados para Squamata, Serpentes, involucran a las familias: Boidae, Colubridae, Elapidae y Viperidae. Los géneros, especies y cantidades son respectivamente: Boa constrictor y Epicrates cenchria, Chironius grandisquamis, Clelia clelia, Drymobius margaritiferus, Imantodes cenchoa, Leptodeira annulata, Leptophis ahaetulla, Oxybelis aeneus, Oxybelis fulgidus, Pseudoboa neuwiedii, Rhinobothryum bovallii, Sibon nebulatus y Xenodon rhabdocephalus, Micrurus nigrocintus y Pelamis platurus, Bothrops asper y Porthidium Iansbergii. En total son 17 géneros con 18 especies, de las cuales 4 son venenosas.

### Aves
El parque es hogar de 151 especies de aves, de las cuales siete son migratorias y trece están protegidas por la Convención Internacional sobre Comercio de Especies Amenazadas (CITES), dentro de las cuales está la guacamaya roja (Ara macao). Además, cuenta con especies endémicas, como el perico carato (Pyrrhura picta eisenmanni). Otras especies que podemos encontrar en el parque son: Búho de anteojos (Pulsatrix perspecillata), paloma titibú o rabiblanca (Leptotila verreauxi), campanero de tres mocos o chapín de montaña (Procnias tricarunculata), lorito cabecipardo o casanga platanera (Pionopsitta haematosis), martin pescador verde o alcatraz(Chloroceryle americana), pavón real (Crax rubra), colibrí alasable violáceo o visita flor (Campylopterus hemyleucurus), pelícano pardo (Pelecanus occidentalis carolinesis).

### Peces
Se han reportado 44 especies de peces y 27 de crustáceos.